# Graafschap Bentheim-Lingen
Het graafschap Bentheim-Lingen was een gebied rond de stad Lingen, Duitsland. Het ontstond uit het graafschap Bentheim-Tecklenburg in 1450 en werd in 1555 opgenomen door de Spaanse Habsburgers. De daaropvolgende eeuw werd Bentheim-Lingen afwisselend geregeerd door Spanje en Oranje-Nassau vooraleer het in 1702 aangehecht werd bij Pruisen.

## Graven van Bentheim-Lingen (1450 - 1555)
- Otto (1450 - 1508) with...
- Nicolaas III (graaf van Bentheim-Tecklenburg) (1493 - 1508)
- Nicolaas IV (1508 - 1541)
- Koenraad (graaf van Bentheim-Tecklenburg) (1541 - 1547)
- Maximiliaan (1547 - 1548)
- Anna (1548 - 1555)